# Bua (Halland)
Bua is een plaats in de gemeente Varberg in het landschap Halland en de provincie Hallands län. De plaats heeft 1792 inwoners (2005) en een oppervlakte van 128 hectare.